# Хотта Томое
Хотта Томое (нар. 16 квітня 1975) — колишня японська тенісистка.
Найвищу одиночну позицію світового рейтингу — 240 місце досягла 17 серпня 1998, парну — 175 місце — 3 листопада 1997 року.
Здобула 2 одиночні та 8 парних титулів.

## Фінали ITF
| турніри $25,000 |
| турніри $10,000 |

### Одиночний розряд: 8 (2–6)
| Результат | Ранг | Дата            | Турнір                    | Покриття | Суперниця         | Рахунок       |
| --------- | ---- | --------------- | ------------------------- | -------- | ----------------- | ------------- |
| Поразка   | 1.   | 14 березня 1994 | Мехіко, Мексика           | Ґрунт    | Паула Кабесас     | 3–6, 6–4, 2–6 |
| Поразка   | 2.   | 16 травня 1994  | Пекін, КНР                | Тверде   | Choi Ju-yeon      | 3–6, 2–6      |
| Перемога  | 1.   | 2 жовтня 1995   | Ібаракі (Ібаракі), Японія | Тверде   | Іноуе Харука      | 6–3, 6–3      |
| Поразка   | 3.   | 27 травня 1996  | Тайбей, Тайвань           | Тверде   | Асагое Сінобу     | 3–6, 0–6      |
| Поразка   | 4.   | 3 червня 1996   | Тайчжун, Тайвань          | Тверде   | Сатіе Умехара     | 3–6, 4–6      |
| Поразка   | 5.   | 8 липня 1996    | Амерсфорт, Нідерланди     | Ґрунт    | Зденька Малкова   | 2–6, 3–6      |
| Перемога  | 2.   | 16 червня 1997  | Рим, Італія               | Ґрунт    | Марія Головизніна | 6–4, 6–4      |
| Поразка   | 6.   | 21 червня 1999  | Монреаль, Канада          | Тверде   | Петра Рампре      | 4–6, 5–7      |

### Парний розряд: 18 (8–10)
| Результат | Ранг | Дата            | Турнір                   | Покриття | Партнерка           | Суперниці                           | Рахунок       |
| --------- | ---- | --------------- | ------------------------ | -------- | ------------------- | ----------------------------------- | ------------- |
| Перемога  | 1.   | 14 березня 1994 | Мехіко, Мексика          | Ґрунт    | Руріка Марусе       | Джулі Касс Теа Іванисевич           | 6–2, 7–6(6)   |
| Поразка   | 1.   | 23 жовтня 1995  | Кіото, Японія            | Тверде   | Тоба Ейко           | Урабе Намі Труді Мусгрейв           | 6–3, 2–6, 3–6 |
| Поразка   | 2.   | 31 березня 1996 | Олбері, Австралія        | Трава    | Енджі Марік         | Нанні де Вільєрс Деніелл Джонс      | 6–7, 3–6      |
| Поразка   | 3.   | 3 червня 1996   | Тайчжун, Тайвань         | Тверде   | Сатіе Умехара       | Танака Юка Асагое Сінобу            | 0–6, 1–6      |
| Перемога  | 2.   | 24 червня 1996  | Орбетелло, Італія        | Ґрунт    | Ямаґісі Йоріко      | Крістіна Сальві Андрея Ехрітт-Ванк  | 3–6, 7–5, 6–2 |
| Перемога  | 3.   | 14 липня 1996   | Амерсфорт, Нідерланди    | Ґрунт    | Сандра Ольсен       | Деббі Гак Марілле Брюенс            | 6–3, 6–4      |
| Перемога  | 4.   | 6 квітня 1997   | Бандунґ 1, Індонезія     | Тверде   | Ямаґісі Йоріко      | Вінне Пракуся Ені Сулістьоваті      | 2–6, 7–6, 7–5 |
| Перемога  | 5.   | 23 червня 1997  | Мілан, Італія            | Трава    | Ямаґісі Йоріко      | Анна Лінкова Марія Головизніна      | 6–3, 5–7, 6–4 |
| Поразка   | 4.   | 21 липня 1997   | Джакарта, Індонезія      | Ґрунт    | Ямаґісі Йоріко      | Сюй Сюелі Ван Си-тін                | 4–6, 4–6      |
| Поразка   | 5.   | 28 липня 1997   | Бандунґ 2, Індонезія     | Тверде   | Ямаґісі Йоріко      | Ісіда Кейко Бенджамас Сангарам      | 2–6, 6–3, 4–6 |
| Поразка   | 6.   | 23 березня 1998 | Корова, Австралія        | Трава    | Моніка Машталіржова | Ліза Макші Алісія Молік             | 0–6, 0–6      |
| Поразка   | 7.   | 26 квітня 1998  | Шеньчжень, КНР           | Тверде   | Гейл Біггс          | Кетрін Берклей Кім Ин Ха            | 3–6, 2–6      |
| Поразка   | 8.   | 6 липня 1998    | Ф'юмічіно, Італія        | Ґрунт    | Адрієнн Хегюдюш     | Алессія Ломбарді Андрея Ехрітт-Ванк | 2–6, 4–6      |
| Поразка   | 9.   | 18 липня 1998   | Гечо, Іспанія            | Ґрунт    | Петра Рампре        | Лурдес Домінгес Ліно Ванесса Менга  | 6–3, 4–6, 5–7 |
| Поразка   | 10.  | 15 березня 1999 | Сеул, Південна Корея     | Ґрунт    | Мотідзукі Хіроко    | Чхой Йон Ча Kim Eun-sook            | 4–6, 5–7      |
| Перемога  | 6.   | 21 червня 1999  | Монреаль, Канада         | Тверде   | Мотідзукі Хіроко    | Кайлі Гант Кавамата Ріей            | 6–2, 6–3      |
| Перемога  | 7.   | 17 липня 2000   | Балтимор, США            | Тверде   | Такемура Рьоко      | Кортні Чепмен Вен Цзитін            | 6–3, 6–2      |
| Перемога  | 8.   | 24 липня 2000   | Евансвілл (Індіана), США | Тверде   | Такемура Рьоко      | Фудзівара Ріка Енн Плессінґер       | 6–4, 6–1      |